# Transports en commun de Villefranche-sur-Saône
Libellule est le nom commercial du réseau français de transport en commun qui dessert les communes de la communauté d'agglomération Villefranche-Beaujolais-Saône dans les départements du Rhône et de l'Ain. Créé en 1962, le réseau prend successivement les noms de STAV en 1982 puis Libellule en 2010. Initialement constitué de trois lignes, le réseau possède cinq lignes régulières en 2010, puis est étendu à partir de 2015 lorsque la nouvelle communauté d'agglomération Villefranche Beaujolais Saône fait passer l'agglomération de 4 à 21 communes. À la même période, SYTRAL Mobilités devient l'autorité organisatrice de ce réseau urbain. Le 1er janvier 2022, Transdev est choisi pour assurer l'exploitation du réseau pour une durée de 6 ans.
Le réseau sera intégré au sein d'un nouveau TCL à partir du 1er septembre 2025.

## Historique

### Origines
Le réseau est créé en 1962 en tant que mission communautaire. Il se composait alors de trois lignes correspondant globalement aux lignes 1, 2 et 3 actuelles.

### Réseau STAV

Logo du STAV de 1989 à 2006

En 1982, le réseau est complètement revu avec la création du périmètre de transport urbain. L'exploitation est confiée par le District à la RSAR (Régie des services automobiles du Rhône) et le réseau est rebaptisé le STAV. Le réseau compte trois lignes indicées 1 à 3, dont la ligne 1 qui dessert la commune de Jassans-Riottier.
En 1989, le réseau change d'exploitant à la suite de l'éclatement de la RSAR en plusieurs sociétés (dont Rhône Nord Autocars, actuellement Transdev Rhône-Alpes Interurbain). L'exploitation est confiée à la CGFTE Villefranche issue de cet éclatement, filiale de la CGFTE, devenue Connex par la suite puis Veolia Transport, Véolia Transdev puis Transdev.
Ce changement d'exploitant s'accompagne d'une modernisation du réseau, d'importants investissements sont engagés dans le renouvellement du parc, tandis que le réseau est restructuré, mais reste composé de trois lignes. Le parc était alors composé d'au moins 1 Renault PR 100.2 et de 2 Heuliez GX 107. Entre 1989 et 1996 pas moins de 10 bus rejoignent le réseau dont le no 01, un Van Hool AG 700, le seul articulé de l'histoire du réseau. Le réseau reçoit son premier bus accessible en 1998, un Heuliez GX 317 €2, le no 16.
En 1998, le réseau se dote d'un service dominical sous la forme d'une ligne unique, la ligne 4. La ligne dessert l'ensemble des communes à l'exception d'Arnas. L'année suivante, en août 1999, le réseau se développe et voit la création de quatre lignes : La ligne scolaire no 5 entre le collège Jean Moulin et la plage du Bourdelan ; la ligne régulière no 6 offrant une liaison directe entre le centre-ville et Limas ; la ligne Mini-STAV desservant les hameaux de Gleizé et les zones industrielles de l'agglomération ; la navette de centre-ville NCV entre la Gare et la résidence Ma Calade en desservant le centre commercial.
Le réseau était composé des lignes suivantes :
- Ligne 1 : J.-M. Savigny ↔ Centre-Ville ↔ Limelette ↔ Surchamp
- Ligne 2 : Gare Routière ↔ Polyclinique du Beaujolais ↔ (Arnas) Verriers
- Ligne 3 : Cimetière Districal ↔ Hôpital ↔ Centre-Ville ↔ Centre Commercial
- Ligne 4 : J.-M. Savigny ↔ Centre-ville par Hôpital et Cimetière Districal ↔ Centre Commercial ↔ Limelette (dimanche)
- Ligne 5 : Collège Jean Moulin ↔ Centre-ville ↔ Pierre Louvet ↔ La Plage (scolaire)
- Ligne 6 : Limas ↔ Centre-Ville
- Mini-STAV : J. Remuet ↔ Giratoire Pont-Rouge ↔ Alouettes Parasoleil
- NCV : Centre Commercial ↔ Centre-Ville ↔ Centre Commercial (navette centre-ville)

Logo du STAV de 2006 à 2010

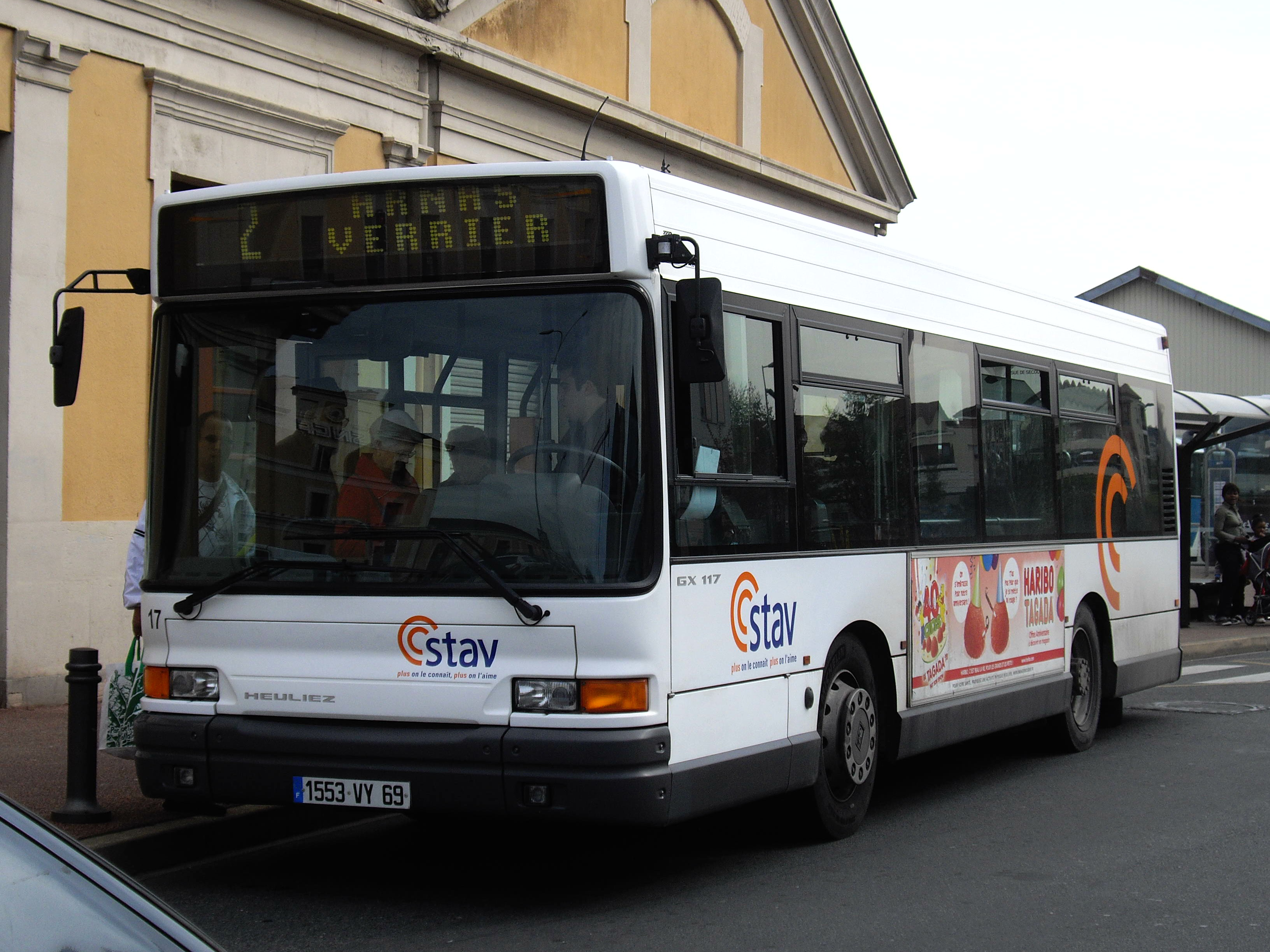
Le Heuliez GX 117 no 17 en livrée STAV version 2006.

Jusqu'en 2004, le réseau reçoit trois Heuliez GX 317 (nos 27 à 29), trois Heuliez GX 117 (nos 17, 18 et 25), un Heuliez GX 117 L (no 26), et 5 minibus Dietrich Noventis 200 nos 71 à 75. La même année, la ligne dominicale no 4 et la ligne Mini-STAV sont supprimées et remplacées par un service de transport à la demande, le Créabus. Le Créabus ne dessert Jassans-Riottier que le dimanche.
En 2005, le réseau reçoit son premier Heuliez GX 327, le no 30. Le réseau est à nouveau modifié : La ligne 6 devient un service scolaire reliant Limas aux collèges Jean Moulin et M. Utrillo. La ligne NCV devient DCV et est séparé en deux trajets : Le trajet violet, qui reprend celui de la NCV, et le trajet rose, ligne à sens unique entre la Gare et Ma Calade par la rue nationale. Entre 2005 et 2008, de nouveaux Heuliez GX 327 (nos 31 et 32) et des Heuliez GX 127 L (nos 33 à 35) sont reçus, ainsi qu'un Dietrich Noventis 200 (no 76) supplémentaire.
En 2006, le réseau change d'identité visuelle et voit la création d'un site internet.
En 2007, le réseau est encore une fois modifiée : La ligne 5 devient une ligne régulière et abandonne la desserte de la plage pour la ZI Est et est prolongée du collège Jean Moulin à Gleizé; Création d'une nouvelle ligne scolaire, la ligne no 7 pour les hameaux de Gleizé vers les établissements scolaires de Villefranche-sur-Saône. L'année suivante, en 2008 le réseau est encore modifié : la ligne 7 est séparé en deux lignes 7A (en direction du centre) et 7B (en sens retour) ; et voit la création de sept lignes scolaires, les lignes PS (1, 2, 3, 4, 5, 1/2) pour le lycée Louis Armand et la ligne DIRECT entre le quartier de Béligny et le collège Jean Moulin. Une ligne estivale reliant le centre nautique au Bourdelan est créée. Baptisée Nautibus, cette ligne ne circula que durant les étés 2008 et 2009. Le réseau reçoit le Heuliez GX 327 no 36.
En septembre 2009, la ligne 2 devient une véritable ligne régulière, le nombre de passages par jour en période scolaire passe de 5 à 20. Cette augmentation s'accompagne de la suppression du tracé violet de la DCV, le tracé rose disparaît à cause de la forte circulation dans la rue Nationale.

### Réseau Libellule

Logo du réseau Libellule de 2010 à 2015.

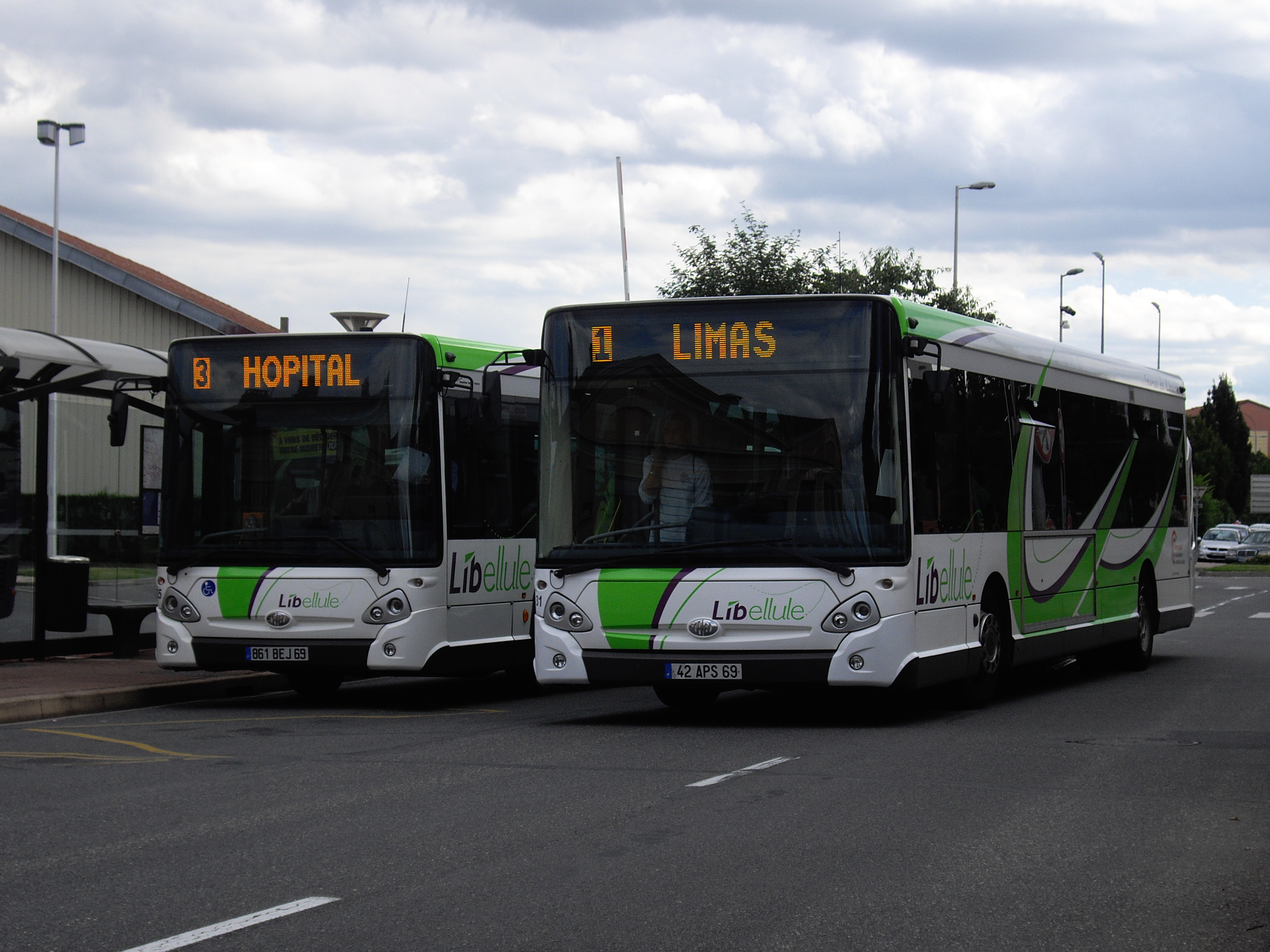
Heuliez GX 127 L no 35 et Heuliez GX 327 no 31 à la Gare routière, point central du réseau.

Le 1er janvier 2010, l'exploitation est confiée à CarPostal France après 21 ans d'exploitation par Véolia. Dix-huit jours plus tard le réseau reçoit un Heuliez GX 117 L ex-DoleBus est arrivé sur le réseau. Il porte le no 20. Trois jours plus tard, le Créabus devient le TAD STAV.
En avril 2010, le réseau reçoit 2 Heuliez GX 327 (nos 37 et 38) poussant le Renault R 312 et le Renault PR 112 en réserve. Durant l'été, le réseau reçoit 4 Heuliez GX 327 (nos 41 à 44) et 2 Heuliez GX 127 L (nos 39 et 40), poussant à la réforme les deux Renault passés en réserve au mois d'avril précédent.
Le 23 août 2010, le réseau est totalement restructuré avec de nouveaux horaires, de nouveaux itinéraires, et une nouvelle identité commerciale. Le réseau prend alors le nom de Libellule. Il se compose de 5 lignes régulières, de 4 lignes à vocation scolaire et d'un service de Transport à la demande nommé « Libellule…à la demande » et de deux navettes circulant matin et soir assurant la desserte des communes d'Arnas, Gleizé, Jassans-Riottier, Limas et Villefranche-sur-Saône. En novembre, la ligne 7 est scindée en deux lignes 7A et 7B comme avant la restructuration. Refonte totale du trajet de la ligne 9, le nouvel itinéraire est très proche de celui de l'ancienne ligne DIRECT d'avant la restructuration. Le parc de bus passe de 23 à 30 véhicules dont 3 destinés au TAD.
Le 5 septembre 2011, la ligne 2 dessert Grange Perret et Épinay à certains services.
Le 12 décembre 2011, les lignes 2, 6 et 8 subissent de légers changements d'itinéraire et la ligne 7 est à nouveau réunie en une ligne unique.

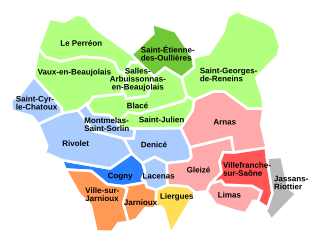
Le périmètre de l'agglomération au 1 janvier 2014.

Le 1er janvier 2013, le Syndicat mixte des transports du Rhône nouvellement créé reprend la gestion des transports en commun à la communauté d'agglomération de Villefranche-sur-Saône,,,.
Le 7 janvier 2013, les premiers et derniers départs des lignes 1 à 5 ont été remplacés par les navettes 10 et 11. Les lignes 2 et 5 intervertissent leur partie sud, la ligne 2 abandonne Limas pour la Route de Frans et la ligne fait l'inverse. La ligne 3 est prolongée sur réservation dans la ZI Nord. Au départ de Croix Cassée, la ligne 7 reprend la desserte de Faubert à la ligne 8, cette dernière étant prolongée à Gleizé Hôpital. La ligne 9 passe du bleu au marron. Le réseau reçoit deux midibus MAN Lion's City M portant les nos 47 et 48.
En janvier 2014, le terminus Burdeau de la ligne 4 devient Carrefour de l'Europe. Depuis le 18 septembre 2014, le réseau expérimente à l'arrêt Barmondière un nouveau type de poteau d'arrêt appelé « DynPaper » qui affiche les horaires via un écran à encre électronique. Le réseau reçoit durant l'année deux midibus MAN Lion's City M supplémentaires et portant les nos 49 et 50.
Le 1er janvier 2014, l'ancienne communauté d'agglomération de Villefranche-sur-Saône a été remplacée par la communauté d'agglomération Villefranche Beaujolais Saône. La nouvelle agglomération passe de 4 à 21 communes. L'une de ces communes est Jassans-Riottier déjà desservie par le réseau Libellule. 16 communes de l'agglomération sont donc non desservies par le réseau Libellule : Blacé, Cogny, Denicé, Jarnioux, Lacenas, Le Perréon, Liergues, Montmelas-Saint-Sorlin, Rivolet, Saint-Cyr-le-Chatoux, Saint-Étienne-des-Oullières, Saint-Georges-de-Reneins, Saint-Julien, Salles-Arbuissonnas-en-Beaujolais, Vaux-en-Beaujolais et Ville-sur-Jarnioux. Ces communes sont desservies par le réseau départemental avec la tarification en vigueur sur ce réseau, avec notamment la ligne 263 entre Villefranche-sur-Saône et Montmelas-Saint-Sorlin via Denicé qui se retrouve intégralement dans la communauté d'agglomération.
Durant l'été 2014, la mairie de Cogny a fait savoir son souhait de voir sa commune desservie par le réseau, à la suite d'une demande de plus en plus forte des habitants de la commune de voir la création d'une desserte en transports en commun,.

Logo du réseau Libellule de 2015 à 2022.

Le 1er janvier 2015, le SYTRAL reprend la gestion du réseau à la suite de l'adhésion de la communauté d'agglomération Villefranche Beaujolais Saône et la dissolution du Syndicat mixte des transports du Rhône, le périmètre des transports est étendu à l'ensemble des 21 communes de l'agglomération caladoise,,.
Le 1er janvier 2016, le contrat de délégation de service public est à nouveau attribué au délégataire sortant Keolis Villefranche-sur-Saône (anciennement CarPostal Villefranche-sur-Saône), unique candidat ayant présenté une offre, pour une durée de 6 ans.
Le 1er juin 2016, le SYTRAL annonce une extension du réseau qui s'étendra à 20 communes et qui sera effective le 29 août 2016 ; ce nouveau réseau a été dévoilé le 7 juin 2016. La commune de Saint-Georges-de-Reneins quittera l'agglomération au 1er janvier 2017 dans le cadre du nouveau schéma de coopération intercommunal validé par arrêté préfectoral le 17 mars 2016, réduisant l'agglomération aux 20 communes annoncées pour le nouveau réseau.
Le parc de minibus actuel sera entièrement renouvelé par cinq nouveaux véhicules. Les lignes départementales traversant l'agglomération disposeront d'une intégration permettant ainsi d'emprunter ces lignes à l'aide d'un titre Libellule.
Le nouveau réseau a été critiqué par les usagers, se plaignant notamment de la réduction voire de la suppression de la desserte régulière avant 7 h sur certaines ligne comme la 2. Une pétition a notamment été lancée dans le quartier de Belleroche, les habitants se plaignant de la fréquence d'un bus par heure seulement sur la ligne 4, jugée insuffisante et provoquant une surcharge aux heures de pointe. De nouvelles adaptations devraient être effectuées début 2017 afin de répondre aux demandes des usagers.
Le 1er janvier 2022, Transdev est choisi pour assurer l'exploitation du réseau pour une durée de 6 ans.
À partir du 1er septembre 2025, les lignes du réseau de bus Libellule intègreront le réseau unifié TCL, recouvrant l'ensemble du département du Rhône, et seront renumérotées à cette même date afin de mieux les intégrer à celui-ci. De ce fait, une réorganisation des lignes entrera en vigueur, comme préciser dans les tableaux ci-dessous,,,:
Lignes cityLib' intégrées aux lignes urbaines :
| Anciens numéros | Nouveaux numéros | Terminus                        | ⥋ | Terminus                                         |
| --------------- | ---------------- | ------------------------------- | - | ------------------------------------------------ |
| 1               | 151              | Limas – Collège Maurice Utrillo |   | Jassans-Riottier – Limelette / Surchamp          |
| 2               | 152              | Arnas – L'Escale                |   | Villefranche-sur-Saône – Route de Frans          |
| 3               | 153              | Gleizé – Hôpital                |   | Villefranche-sur-Saône – Carrefour de l'Europe   |
| 4               | 154              | Limas – Collège Maurice Utrillo |   | Villefranche-sur-Saône – Burdeau                 |
| 5               | 155              | Mairie de Gleizé                |   | Limas – Eglise                                   |
| Nouvelle ligne  | 156              | (Circulaire) Villefranche Gare  |   | via Médiathèque, Place Faubert, Sécurité Sociale |

Lignes cityLib' et carLib' intégrées aux lignes scolaires (nommées Junior Direct) :
| Anciens numéros | Nouveaux numéros | Terminus                                  | ⥋ | Terminus                                                                       |
| --------------- | ---------------- | ----------------------------------------- | - | ------------------------------------------------------------------------------ |
| 10              | 450              | Cogny – Les Charmes                       |   | Villefranche Gare Routière                                                     |
| 12              | 451              | Cogny – Croix Lapalu                      |   | Villefranche-sur-Saône – Collège Jean Moulin / Limas – Collège Maurice Utrillo |
| 12              | 452              | Cogny – Le Creux                          |   | Limas – Collège Maurice Utrillo                                                |
| 14              | 453              | Le Pérreon – Le Bourg                     |   | Limas – Collège Maurice Utrillo                                                |
| 14              | 454              | Le Pérreon – Le Bourg                     |   | Villefranche Gare Routière                                                     |
| 17              | 455              | Vaux-en-Beaujolais – Le Bourg             |   | Villefranche Gare Routière                                                     |
| 6               | 456              | Limas – Alouettes La Barre                |   | Limas – Collège Maurice Utrillo                                                |
| 7               | 457              | Gleizé – La Rippe                         |   | Gleizé – Lycée Louis Armand                                                    |
| 8               | 458              | Jassans-Riottier – Cariattes              |   | Gleizé – Lycée Louis Armand                                                    |
| 9               | 459              | Villefranche-sur-Saône – Béligny - Eglise |   | Villefranche-sur-Saône – Collège Jean Moulin                                   |
| Nouvelle ligne  | 481              | Gleizé – Rousses                          |   | Limas – Collège Maurice Utrillo                                                |
| 18              | 489              | Le Pérreon – Croix Collier                |   | Le Pérreon – Le Bourg                                                          |
| 11              | 491              | Villefranche Gare Routière                |   | Saint-Georges-de-Reneins – Collège Bois Franc                                  |
| 13              | 493              | Le Pérreon – Le Bourg                     |   | Saint-Georges-de-Reneins – Collège Bois Franc                                  |
| 13              | 494              | Le Pérreon – Le Bourg                     |   | Saint-Georges-de-Reneins – Collège Bois Franc                                  |
| 15              | 495              | Saint-Julien – Bussy                      |   | Saint-Georges-de-Reneins – Collège Bois Franc                                  |
| 16              | 496              | Vaux-en-Beaujolais – Chamfray             |   | Saint-Georges-de-Reneins – Collège Bois Franc                                  |
| 16              | 497              | Vaux-en-Beaujolais – Le Bourg             |   | Saint-Georges-de-Reneins – Collège Bois Franc                                  |

Service résaLib' intégré au service unifié de transport à la demande (nommé TCL à la Demande) :
| Anciens noms                      | Nouveaux noms                                          |
| --------------------------------- | ------------------------------------------------------ |
| résalib' A                        | TCL à la Demande Villefranche Zones d'Activités        |
| résalib' B                        | TCL à la Demande Villefranche Sud-Ouest                |
| résalib' C                        | TCL à la Demande Villefranche Nord-Ouest               |
| résalib' Soirée                   | TCL à la Demande Villefranche Soir                     |
| résalib' Dimanche et jours fériés | TCL à la Demande Villefranche Dimanche et jours fériés |

## Le réseau

### Les lignes
Depuis le 29 août 2016, le réseau est composé de trois familles de lignes :
- cityLib' : il s'agit des lignes 1 à 9, conservées avec quelques adaptations aussi bien d'itinéraires que d'horaires ; les navettes 10 et 11 sont supprimées :
- carLib' : il s'agit de huit lignes (10 à 17) d'autocars sous-traitées avec des autocars aux couleurs du réseau Les cars du Rhône, ouvertes à tous les utilisateurs mais à dominante scolaire, entre les communes nouvellement desservies et les collèges de Limas (Maurice Utrillo) et Saint-Georges-de-Reneins (Bois Franc) ;
- résaLib' : il s'agit de six nouvelles lignes (A à F) à déclenchement par réservation téléphonique qui remplacent le service sur réservation « Libellule à la demande », et reprend la desserte délaissée à la suite de la suppression de l'ancien transport à la demande départemental en 2015.

## Tarification
Établie par SYTRAL Mobilités, le système de tarification se fait sans distinction de zones et repose à la fois sur des abonnements à coupons et un système de tickets papiers, la validation se fait à bord des véhicules. La validation est obligatoire à chaque correspondance.

### Tickets
Le ticket « Lib' 1h », vendu à l'unité ou par carnet de six, est valable pour un déplacement sur l'ensemble du réseau pendant une heure après validation, les allers et correspondances étant autorisés. Le ticket à l'unité est vendu uniquement à bord des bus, tandis que le carnet est vendu au point « Infobus » et dans les bureaux de tabac dépositaires. Un ticket avec correspondance interurbaine « Lib'intermodal réseau » permet d'utiliser à la fois le réseau et les lignes départementales desservant la gare de Villefranche-sur-Saône est disponible uniquement à bord des cars du réseau Les cars du Rhône.
Enfin, un ticket « Lib'Groupe » est disponible pour les groupes de cinq personnes minimum auprès du point « Infobus ».

### Abonnements
Les abonnements fonctionnent sur un système d'abonnements papiers reposant sur la carte « Pass'Libellule », délivrée gratuitement sur présentation d'une photo d'identité au point « Infobus », avec coupons mensuels ou annuels.
Les coupons mensuels, plein tarif « Mensuel » et tarif réduit pour les moins de 26 ans « Mensuel Jeune », sont disponibles au point « Infobus » et chez les dépositaires. Un coupon « Mensuel Intermodal » est disponible pour les abonnés Les cars du Rhône et permettant de combiner les deux réseaux est disponible à la gare routière.
Les coupons annuels, plein tarif « Annuel » et tarif réduit pour les moins de 26 ans « Annuel Jeune », sont disponibles au point « Infobus » et chez les dépositaires.

## État de parc du réseau
Tous les véhicules de Libellule sont la propriété de la Communauté d'agglomération Villefranche Beaujolais Saône et sont équipés de girouettes à diodes monochromes ou avec indice de ligne en couleurs. Aucune affectation n'est fixe, les bus sont affectés par type en fonction des lignes. Un bus info, un Heuliez GX 107 racheté au réseau Tisséo de Toulouse, a été utilisé au début des années 2010.

### Standards
| Constructeur(s) | Modèle                           | Nombre | Numéros de parc                                                              | Commentaire                                                                                        |
| --------------- | -------------------------------- | ------ | ---------------------------------------------------------------------------- | -------------------------------------------------------------------------------------------------- |
| Heuliez Bus     | GX 317                           | 3      | - 27 à 29 (2002 à 2004)                                                      | - Affectations : Lignes 1, 3, 4, 8 et 9.                                                           |
| Heuliez Bus     | GX 327                           | 10     | - €3 : 30 à 32 (2005/2006). - €4 : 36 (2008). - EEV : 37, 38, 41 à 44 (2010) | - Les 37 et 38 disposent de girouettes à diodes couleurs. - Affectations : Lignes 1, 3, 4, 8 et 9. |
| Heuliez Bus     | GX 337                           | 6      | - €6 : 51 à 56 (2017 à 2019).                                                | - Affectations : Lignes 1, 3, 4, 8 et 9.                                                           |
| MAN Truck & Bus | Lion's City 12G Efficient Hybrid | 1      |                                                                              | • Affectation : Lignes 1, 3                                                                        |

### Midibus
| Constructeur(s) | Modèle        | Nombre | Numéros de parc                                                                | Commentaire |
| --------------- | ------------- | ------ | ------------------------------------------------------------------------------ | --- |
| Heuliez Bus     | GX 117        | 2      | - €2 : 18 (2000). - €3 : 25 (2001)                                             | - Livrée simplifiée pour le 18. - Affectations : Le 18 est en réserve, le 25 est sur les lignes 2, 3, 4, 5, 6 et 9. |
| Heuliez Bus     | GX 117 L      | 1      | - €3 : 20 (2006)                                                               | - Ancien no 2 du réseau DoleBus, arrivé à Villefranche en 2010. - Affectations : Les lignes 2, 3, 4, 5, 6 et 9.     |
| Heuliez Bus     | GX 127 L      | 7      | - €3 : 33 et 34 (2007). - €4 : 35 (2008). - EEV : 39, 40, 45 et 46 (2010/2011) | - Les 39 et 40 disposent de girouettes à diodes couleurs. - Affectations : Les lignes 2, 3, 4, 5, 6 et 9.           |
| MAN Truck & Bus | Lion's City M | 4      | - 47 à 50 (2013/2014)                                                          | - Affectations : Les lignes 2, 3, 4, 5, 6 et 9.                                                                     |
| Heuliez Bus     | GX 137 L      | 2      | - 57 et 58 (2019).                                                             | - Affectations : Les lignes 2, 3, 4, 5, 6 et 9.                                                                     |

### Minibus
| Constructeur(s)    | Modèle  | Nombre | Numéros de parc   | Commentaire                                                      |
| ------------------ | ------- | ------ | ----------------- | ---------------------------------------------------------------- |
| Dietrich Véhicules | City 23 | 5      | - 11 à 15 (2016). | - Affectations : Ligne 7, en réserve ou sur les lignes résaLib'. |

### Anciens véhicules
Le réseau Libellule et son ancêtre le STAV, a connu de nombreux autobus, dont un bus articulé, véhicule très rare pour un réseau de cette taille.
| Constructeur(s)    | Modèle       | Nombre | Numéros de parc          | Commentaire |
| ------------------ | ------------ | ------ | ------------------------ | --- |
| Van Hool           | AG700        | 1      | - 01 (1991).             | - Unique articulé de l'histoire du réseau. - Revendu en 1999 au réseau CTPM de Montbéliard - Livrée STAV de 1989.                           |
| Van Hool           | A500         | 2      | - 02 et 03 (1991/1992).  | - Mis à la ferraille en ? - Livrée STAV de 1989.                                                                                            |
| Renault V.I.       | R312         | 5      | - 04 à 08 (1992 à 1994). | - 04 à 06 : Date dé réforme inconnue. - 07 : Réformé en 2008. - 08 : Réformé en 2010. - Livrée STAV de 1989 sauf 08 repeint en livrée 2006. |
| Renault V.I.       | PR 100.2     | 1      | - 09 (1988).             | - Revendu au réseau TUB (actuel Ruban) de Bourgoin-Jallieu en 1999. - Livrée STAV de 1989.                                                  |
| Heuliez Bus        | GX 107       | 3      | - 11 à 13 (1989/1991).   | - 11 et 13 : Revendus en ? - 12 : Revendu en 2001 au réseau TIC de Compiègne - Livrée STAV de 1989.                                         |
| Renault V.I.       | PR 112       | 1      | - 14 (1996).             | - Revendu en 2010. - Repeint en livrée STAV de 2006.                                                                                        |
| Heuliez Bus        | GX 117       | 1      | - €2 : 17 (1999).        | - Revendu entre 2014 et 2016. |
| Citroën            | Jumper       | 1      | - 24 (2000).             | - Minibus. - Revendu à l'Été 2008. - Livrée STAV de 1989.                                                                                   |
| Heuliez Bus        | GX 117 L     | 1      | - €3 : 26 (2001)         | - Revendu entre 2014 et 2016. |
| Dietrich Véhicules | Noventis 200 | 6      | - 71 à 76 (2004/2006).   | - Minibus. - Réformés en 2016. |
| Heuliez Bus        | GX 317       | 1      | - €2 : 16 (1998).        | - Réformé en 2019. |

### Provenance des données[Lesquelles?]
Les dates d'ouverture des lignes sont issus du site SNObusLibellule, le matériel roulant est issu de recoupages d'informations. La durée du parcours et le nombre d'arrêts sont calculés à partir des fiches horaires Libellule, de même que les jours de fonctionnement, les moments de la journée (journée, nuit, fêtes), les particularités. Enfin, l'accessibilité de la ligne et des arrêts desservis sont issues des plans de ligne Libellule.
Le nombre d'arrêts est, dans les tableaux, la somme des points d'arrêts ayant des dénominations différentes, qu'ils soient desservis dans un ou les deux sens de circulation.
Les amplitudes horaires sont données selon le principe suivant : Lorsque le tableau récapitulatif du site internet affiche les premiers et derniers départs ainsi que les fréquences, elle va de l'heure de départ du premier bus la plus précoce, tous arrêts de départ confondus, à l'heure de départ du dernier bus la plus tardive, tous arrêts de départs confondus. Les amplitudes horaires sont basées sur les horaires d'hiver sauf mention contraire.